# Геноцид в Руанда
Геноцидът в Руанда е избиване на около 500 000 тутси и умерени хуту, извършено в по-голямата си част от 2 екстремистки бойни групи на хуту – Интерахамве и Импузамугамби, за период от 4 месеца от 6 април до средата на юли 1994 г. Много хора умират и в последвалите епидемии. Загиват и част от нападателите, а голям брой от тях емигрират, за да избегнат наказание. Също така в хода на преследванията емигрират и голям брой тутси. Руанда губи около 1/4 от населението си.
Събитията около геноцида в Руанда са знакови и с начина по който реагира останалият свят на тях. Въпреки сведенията, постъпили преди започването на убийствата, и отразяването от международните новинарски медии, показващо истинския мащаб на насилието, когато геноцидът се разгръща, практически всички страни от Стария свят отказват да се намесят. Обединените нации не упълномощават за действие навреме умиротворителните си сили в Руанда, за да предприемат действия за спиране на убийствата. Независимо от многобройните предупреждения преди и по време на конфликта от канадския генерал-лейтенант Ромео Далер, на умиротворителните сили на ООН в Руанда е забранено да стрелят, освен ако не се стреля по тях. В седмиците преди атаките ООН пренебрегва докладите за това, че отрядите на хуту трупат оръжия, и отхвърля плановете за превантивна забрана. Това бездействие става причина за тежки обвинения срещу отделни личности, определяли политиката преди и по време на конфликта, като Жак-Роже Бу-Бу и Бил Клинтън. Последният бил информиран ежедневно от най-близките си съветници и от посолството на САЩ в Руанда. По-късно той казва „Това е най-голямата грешка на моята администрация.“ Клинтън посещава Руанда няколко пъти, след като напуска президентския пост.
Геноцидът спира едва когато контролираното от тутси въстаническо движение в изгнание Руандийски патриотичен фронт, воден от Пол Кагаме, сваля правителството на хуту и завзема властта. Опитвайки се да избягат от отговорност, стотици хиляди хуту „геноцидери“ и техни съучастници бягат в Източен Заир (сега Демократична република Конго). Насилието и паметта за него продължават да вълнуват страната и региона. Първопричините както на Първата, така и Втората конгоанска война могат да се намерят в геноцида и той продължава да бъде отправна точка за Бурундийската гражданска война.

## Предистория

### Доколониална история
Туа са най-древните известни обитатели на Руанда. Около началото на 1. век на териториите на съвременна Руанда започват да се заселват племена от групата банту, известни като хуту и придобиват господстваща позиция в района до 14 – 15 век, когато там навлизат конкурентни племена от Източна Африка, наречени тутси, които основават свои държави, станали с времето мощни и добре организирани феодални кралства, главните от които – Руанда и Бурунди, в общи линии се припокриват по територии със земите на съвременните държави с тези имена. Точната дата на основаването на Кралство Руанда е различна в различните източници – някои я поставят много рано – в 1312 г., а други – едва в 1532 г. Повечето източници са единни по въпроса, че в началото на 15 век Кралство Руанда вече е съществувало. То се разраства след сливането на няколко племена в едно кралство, управлявано от един кралски клан, който се нарича абанигиня и също като родствения му кралски клан абееза е, според легендите, с божествен произход. Между тези два клана, съставени само от представители на тутси, редовно се извършвали смесени бракове и из средите на потомците им се излъчвали кралете, наречени мвами.
Постепенно жителите на страната се размесват помежду си и новосъздадените или реформирани племена вече се състоят, както от хуту, така и от тутси. Идентичността на даден човек се решавала предимно в по-малки родови групи, наречени „инзу“ и едва след това чрез по-голямата племенна група. Тези родови групи били обикновено съставени изключително от хуту, или тутси и дължали идентичността си на наследяване по бащина линия. Под традиционните за племенните общности имена хуту и тутси, започнали да се разбират определени професионални и социални прослойки, а самите групи да прерастват в касти и класи. В хода на тези процеси, влиянието на хуту се засилива и из техните редици започват да се подбират и вождове с високи позиции, макар сравнени с тутси, те масово да обедняват и все повече да изпадат в различни феодални зависимости (основно към вождове, произлизащи от средите на тутси), известни като „отношения на покровителство“, а именно „умухето“, „убухаке“ и „убуреетуа“.
Първото – „умухето“ се осъществява като „добитъчно крепостничество“. Ролята на покровители вземат относително заможни и могъщи вождове-тутси и управляваните от тях родови групи, упражнявайки го над по-слаби родови групи тутси или над родови групи – хуту. Отплатата включва периодичен подарък от добитък и това прави възможни участници в това отношение само групи, които трайно разполагат с достатъчно количество добитък. Резултатът е сплотяване на имотните прослойки.
Вторият тип отношение – „убухаке“ – е споразумение с по-тесен обхват – покровителство осъществявано от страна на богат собственик (обикновено – тутси) на добитък над относително беден индивид. То се осъществява чрез материалното подпомагане на покровителствания (дава му се „в заем“ добитък), за което той отвръща на покровителя си с някакъв вид политическа или обществена подкрепа. Високите изискванията към покровителстваните преминават в експлоатация.
Третият тип отношения на покровителство – „убуреетуа“ – засилва феодализацията на руандийското общество, в резултат от поредица реформи с цел централизация на властта. Земята е поставена на разпореждане на краля, който я разпределя между вождовете по свое усмотрение, заменяйки с това обичайното наследяване в родовите групи. Вождовете от своя страна започват да променят взаимоотношенията си с владетеля, тъй като той придобива правото да назначава такива, която практика идва да замени по-старата на наследяване на титлите. Кралят и неговите приближени и фаворити заемат положението на основни покровители.
Преди 19. век сред руандийците господствало мнението, че тутси са много по-талантливи във военно отношение, а хуту притежават свръхестествени сили – това дълго време изравнявало влиянието на техните вождове и дори до 18. век тези на хуту, измежду които се излъчвали съветниците на мвами, наречени абииру и различни други административни служители, както и военни с относително нисък ранг, имали известен превес, но след това надмощие получили вождовете на тутси, измежду които се набирали висшестоящите военните вождове. Това било свързано и с промяна на религиозните нагласи – по времето на реформатора мвами Руджугира (1756 – 1765) силно влияние започнала да придобива местна религиозна група практикуваща обладателен култ, сходен с вуду, чийто възход повлиял на репутацията на вождовете хуту. Постепенно позициите на хуту в обществото отслабват съвсем, вследствие предпочитанието оказвано на тутси при избора на вождове в отношението убуреетуа, Последните изискват ръчен труд като заплащане за правото на хуту да обитават земята и с времето хуту са принизени до положение сходно с това на европейските крепостници. Централизацията проведена от мвами Руабугири между 1860 и 1895 г. поставя Руанда изцяло във властта на тутси.
Кралство Руанда с времето преминава към експанзия по отношение на съседните народи. Особено по времето на Руджугира, това довежда до силно размесване и увеличаване на населението, вследствие на военните набори, а постепенно способства и за социалното разслоение от едната страна и за известно издигане позициите на хуту – от друга (тъй като достъпът им до висши военни длъжности бил разширен до крайност, въпреки че нископоставеността на техните общности била в противоречие с това). Същевременно новоприсъединените общности директно били окачествявани като хуту. Практически почти цялото население е ангажирано с някаква дейност свързана с военните действия, тъй като хуту-войните са натоварени, заедно със своите семейства, с грижите за военното продоволствие (чрез пастирство). Техните родови вождове стават и военни; военните функции вземат връх над гражданските. Резултатът от реформите в армията е създаване на единна и могъща организация, която става водещ фактор в руандийската политика.
Въпреки голямата централизация, държавата никога не е докрай консолидирана, а властта на мвами в някои периоди е по-скоро номинална. Административната структура е построена на четири нива – кралство, провинция, окръг и хълм. Начело е винаги крал от някой от двата висши клана. Основната функция на второто ниво на властта – провинциалните управители, които винаги се излъчвали от средите на тутси – е на набирачи на войска, която трябвало да участва нападения над чужди земи, но също и за охрана на границите и на т.наречените „хълмове“ (основните селища в страната). Последните са групирани в окръзи, всеки от които има двама отговорници – един за „собствеността върху земята“ (често – хуту), контролиращ земеделските работи и един (по-често – тутси) за „пасищата“ – управляващ всичко свързано със скотовъдството, включително събирането на данъци в добитък. Отделно от това всеки хълм има свой вожд, селски старейшина, най-често – тутси, обикновено назначаван от владетеля или някой по-висш служител. Извън самото кралство се образува диаспора от руандийци, говорещи киняруанда.
Въпреки интегрирането и то на все по-високи нива във военната организация и в администрацията на хуту и техните вождове, те постепенно губят своите обществени и политически права. Експанзията на държавата добавя в редиците им много представители на други етнически групи, чието асимилиране се предполага, че ще се случи чрез причисляването им към тях. Така окончателно изкристализира идеята, че „хуту“ и „тутси“ са обществено-икономически, а не етнически групи. Преминаването от едната в другата група по силата на това е трудно, но възможно. Обикновено се осъществява в течение на няколко поколения, като постепенна промяна в положението и начина на живот на дадена група или фамилия, но е можело да бъде и бързо и персонално. „Историята на държавата е тази, която накрая прави от хуту и тутси двуполюсни политически идентичности“.
След смъртта на Руабугири в противоречията в Кралство Руанда стигат своя връх и спорът за трона между родовете Абанигиня и Абеза се превръща във въоръжена борба за надмощие, между общностите на тутси и хуту (от чиято страна особено активни са недоволните от новото си положение покорени във войните народи, като доскоро автономните бакига в северната част на кралството). Борбата печелят Абеза, когато на власт посредством преврат идва Руцунсу. Бунтовниците убиват много водачи на Абанигиня и поставят вождове от Абеза на тяхно място.

### Колониална история
Отстъпване на властта на Германия през 1890 г. става доброволно, предполагайки оставане на власт на кралската фамилия, като васална на Германската империя. От практическа гледна точка германците имат много малко влияние в Руанда и Бурунди, освен да държат управляващите тутси на власт. Тяхното внимание се съсредоточава много повече върху Танганайка и Югозападна Африка, днешните Танзания и Намибия. Влиятелната колониална политика започва след Първата световна война, когато, като територия, намираща се под опеката на Обществото на народите, Кралство Руанда става белгийски протекторат. Германците, а още повече – белгийците – отдават особено предпочитание на тутси, полагайки усилия да внушат на населението, че те не само по положението си, но и по расата си се отличават от другите руандийци и да ги привържат към себе си, чрез убеждението че поне в известна степен са сродни на европеидната раса или дори направо принадлежат към нея. Съответно хуту са обявени за нисша раса.

### Постколониална история
След получаването на независимост на Руанда и смяната на монархията с република (1962 г.) връх в управлението вземат по многобройните хуту, които отхвърлят теорията за расовите различия между хуту и тутси в тази ѝ част, според която хуту са нисшите, но иначе я запазват, обявявайки че в действителност нисшата раса са тутси, а хуту са висшата.

## Хронология на събитията1994г.
- 6 април – с ракета е свален самолетът, на който лети президентът на Руанда Жювенал Хабяримана (заедно с него загива и президентът на Бурунди). Появява се слух, че поръчителите са тутси. Това разрушава крехкото равновесие между общностите. Военни хуту взимат властта. Министър-председателката Агате Увилингийимана е убита на следващия ден, 7 април. Проправителственото радио (РТЛМ – Radio Television Libre des Mille Collines) нажежава обстановката с призиви за убийството на тутси. В организирането на кампания за масови убийства са въвлечени и обикновени граждани. Много тутси са убити от своите съседи. За оръжие най-често е използвано хладно оръжие (мачете). Най-жестоките сцени се разиграват в местата за временна концентрация на бежанци в училища и църкви.
- 11 април – избити са 2000 тутси, настанени в училище Дон Боско (Кигали) след евакуацията на белгийските миротворци.
- 21 април – Международният Червен кръст съобщава за вероятно избити стотици хиляди цивилни.
- 22 април – изклани 5000 тутси в манастира Сова.
- САЩ не се намесват в конфликта, опасявайки се от повторение на събитията от 1993 г. в Сомалия.
- 4 юли – отряди на Руандийския патриотичен фронт влизат в столицата. 2 милиона хуту, опасявайки се от разплата за геноцида, напускат страната.